# Katolička Crkva u Austriji
Katolička Crkva u Austrija je kršćanska vjerska zajednica u Austriji u punom zajedništvu s papom, trenutno Franjom (stanje 17. listopada 2016.).

## Povijest
Kršćanstvo u Austriji datira gotovo od apostolskih vremena ranog kršćanstva. Počeci katoličanstva sežu još od prije velike podjele. Već do vremena velike podjele, Austrija je bila zemlja naklonjena katoličanstvu. Pojava protestantizma ostavila je traga i u Austriji, pa je dio katolika priklonio se protestantizmu.
Kroz povijest su biskupi i apostolski administratori u Austriji bili i Hrvati.

## Broj vjernika
Podatci koje navodi CIA za 2001. godinu govore o 73,8% katolika u Austriji, od čega je 73,6% rimokatolika, a 0,2% ostalih katolika.

## Crkvena upravna organizacija
Austrijom se prostire nekoliko biskupija, od kojih je nekoliko naslovnih.

## Vanjske poveznice
- (eng.) Catholic Church in Austria, GCatholic.org
- (nje.) Katholische Kirche in Osterreich